# Synanthedon canadensis
Synanthedon canadensis is een vlinder uit de familie wespvlinders (Sesiidae), onderfamilie Sesiinae.
Synanthedon canadensis is voor het eerst wetenschappelijk beschreven door Duckworth & Eichlin in 1973. De soort komt voor in het Nearctisch gebied.